# درياساوية
الدرياساوية (الاسم العلمي: Dryadeae) هي قبيلة من النباتات تتبع فصيلة الوردية من رتبة الورديات.